# 大宜味村
大宜味村（日语：／ Ōgimi son */?，琉球語：／ ）位於琉球列島沖繩群島沖繩島北部地區國頭半島西側，村內主要產業為農業，栽種芒果、香菇等農作物。日本是世界最長壽的國家，而沖繩縣是在日本以長壽聞名的地區，大宜味村則是沖繩縣裡最長壽的村。

## 地理
- 除了海岸附近，多數為山地、森林。
- 山：（標高360.7公尺）
- 河川：大保大川、田嘉里川、大川川、饒波川、大兼久川
- 島嶼：宮城島（有橋樑與沖繩島相偕）

### 轄區
| - 上原 - 大兼久 - 大宜味 - 押川 - 喜如嘉 - 鹽屋 | - 謝名城 - 白濱 - 大保 - 田嘉里 - 田港 | - 津波 - 饒波 - 根路銘 - 宮城 - 屋古 |

## 歷史
- 1673年：國頭間切（現國頭村）西南區域的十一個村落以及羽地間切（現名護市的一部份）北部的平南、津波兩個村落合併設置田港間切。
- 1695年：田港間切改稱為大宜味間切。
- 1896年4月1日：實施郡區制，為國頭郡轄下大宜味間切。
- 1908年4月1日：實施島嶼町村制，大宜味間切改設為大宜味村。
- 1963年：第一代鹽屋大橋通車。
- 1999年：第二代鹽屋大橋通車。

## 交通

### 道路
| - 國道58號 - 國道331號 | - 沖繩縣道9號線 |

## 教育

### 高等學校
- 沖繩縣立邊土名高等學校 （页面存档备份，存于）

### 中學校
- 大宜味村立大宜味中學校

### 小學校
| - 大宜味村立喜如嘉小學校 - 大宜味村立大宜味小學校 | - 大宜味村立鹽屋小學校 - 大宜味村立津波小學校 |